# Multiverbizace
Multiverbizace (z latinského multus – mnohý, verbum – sloveso) je typ sousloví, které je utvořeno z jediného slova. Multiverbizace je zpravidla utvořena ze slovesa, které je nahrazeno jménem s předmětovým slovesem:
navštívit – vykonat návštěvu, zkoumat – provádět výzkum, popravit – vykonat popravu, nařídit – vydat nařízení.
Díky multiverbizaci lze efektivně zpřesnit nebo rozvinout význam způsobem, který by u původního výrazu nebyl možný. Dochází tak k:
- zpřesnění významu: doprava - způsob dopravy, řešení dopravy, problém dopravy
- snadnějšímu rozvíjení spojení: bojovat - vést boj - vést vyčerpávající boj
- snadnější kvantifikaci spojení: popravit - vykonat popravu - vykonat tři popravy

Multiverbizace se často uplatňují v publicistickém stylu, kde umožňují rozšíření textu. Přílišné užívání multiverbizací ovšem vede k znepřehlednění textu. Opačný proces, tedy vytvoření slova ze sousloví, se nazývá univerbizace.
V právnickém či byrokratickém stylu může být multiverbizace motivována snahou zachovat přesnost termínů, tedy předejít pochybnosti o tom, jestli například slovesné vyjádření přesně odpovídá jmennému vyjádření.